# Hooijeromys
Hooijeromys is een geslacht van uitgestorven knaagdieren uit de muizen en ratten van de Oude Wereld dat voorkwam op Flores. Van dit dier zijn twee rechterbovenkaken en een geïsoleerde derde bovenkies bekend. Verder zijn er nog drie onderkiezen die mogelijk ook Hooijeromys vertegenwoordigen. De enige soort is H. nusatenggara. Het geslacht is genoemd naar Dr. D.A. Hooijer, die veel onderzoek heeft gedaan naar Indonesische fossielen. De soortaanduiding verwijst naar Nusa Tenggara, de Indonesische naam voor de Kleine Soenda-eilanden, de eilandengroep waar Flores toe behoort. Dit geslacht is het nauw verwant aan Paulamys en Komodomys, maar het nauwste aan Papagomys. Alle fragmenten zijn Pleistoceen (alle andere ratten uit Flores komen uit het Holoceen).
Dit geslacht lijkt sterk op Papagomys, maar heeft een hogere bovenkaak. Ook is de tweede bovenkies breder dan hij lang is, zijn de knobbels op de kiezen laag (brachydont), is de knobbel t2 groter en anders gevormd dan bij Papagomys, en zijn de rijen knobbels dun en breed. Als de onderkiezen ook Hooijeromys vertegenwoordigen, hebben de onderkiezen van Hooijeromys ook lage knobbels en brede, dunne rijen knobbels. De tweede bovenkies is 3,7 millimeter lang, de derde 3,2 (wat kleiner dan Papagomys). De hele rij kiezen (eerste tot derde) is 11,5 tot 12,4 millimeter lang. De eerste bovenkies is 3,7 tot 4,1 millimeter breed, de tweede 3,6 tot 3,8 en de derde 2,8 tot 3,0. Bij de ondertanden is de eerste kies 3,2 millimeter breed; de twee derde kiezen die zijn gevonden zijn 3,1 en 3,5 millimeter breed. Volgens Musser was de kop-romplengte waarschijnlijk ongeveer 275 tot 350 millimeter en de schedellengte 60 tot 70 millimeter. H. nusatenggara was een middelgrote rat; Musser vergeleek hem met de Nieuw-Guinese bergmozaïekstaartrat (Uromys anak) en de Australische Mesembriomys gouldii.
Allorattus · 
Antemus · 
Anthracomys · 
Beremendimys · 
Castillomys · 
Castromys · 
Chardinomys · 
Dilatomys · 
Euryotomys · 
Hansdebruijnia · 
Hooijeromys · 
Huaxiamys · 
Huerzelerimys · 
Kritimys · 
Leilaomys · 
Linomys ·
Orientalomys · 
Paraethomys · 
Parapelomys · 
Parapodemus · 
Progonomys · 
Prohadromys · 
Qianomys · 
Ratchaburimys · 
Rhagamys · 
Rhagapodemus · 
Saidomys · 
Sinapodemus · 
Stephanomys · 
Wushanomys · 
Yunomys
Soorten met onduidelijke verwantschappen:
Karnimata huxleyi · 
Karnimata inflata · 
Karnimata intermedia · 
Karnimata minima · 
Mastomys colberti · 
Mus hipparionum · 
Progonomys debruijni